# 呂号第十四潜水艦
|          |                                                                          |
| 艦歴     |                                                                          |
| 計画     | 大正6年度計画                                                            |
| 起工     | 1918年9月14日                                                            |
| 進水     | 1919年3月31日                                                            |
| 就役     | 1921年2月17日                                                            |
| 除籍     | 1933年9月1日                                                             |
| その後   | 1934年8月23日雑役船編入、橋船指定、公称第3063号と改名                    |
| 性能諸元 |                                                                          |
| 排水量   | 基準：740トン 常備：762.6トン 水中：1,003.1トン                          |
| 全長     | 70.1m                                                                    |
| 全幅     | 6.1m                                                                     |
| 吃水     | 3.68m                                                                    |
| 機関     | ズルツァー式2号ディーゼル2基 電動機、2軸 水上：2,600馬力 水中：1,200馬力 |
| 速力     | 水上：16.5kt 水中：8.5kt                                                 |
| 航続距離 | 水上：10ktで6,000海里 水中：4ktで85海里                                  |
| 燃料     | 重油：75トン                                                             |
| 乗員     | 46名                                                                     |
| 兵装     | 28口径8cm高角砲1門 45cm魚雷発射管 艦首4門、舷側2門 魚雷10本              |
| 備考     | 安全潜航深度：30m                                                        |

呂号第十四潜水艦（ろごうだいじゅうよんせんすいかん）は、日本海軍の潜水艦。呂十三型潜水艦（海中2型）の2番艦。竣工時の艦名は第二十二潜水艦。

## 艦歴
1918年（大正7年）9月14日、呉海軍工廠で起工。1919年（大正8年）3月31日進水。1921年（大正10年）2月17日竣工。竣工時の艦名は第二十二潜水艦、二等潜水艦に類別。1924年（大正13年）11月1日、呂号第十四潜水艦に改称。1933年（昭和8年）9月1日に除籍。1934年（昭和9年）8月23日、雑役船に編入され橋船となり、公称第3063号と改名した。
呂十一型潜水艦より排水量を増大したが、機関出力を同一としたため速力が低下し艦隊随伴の高速潜水艦を実現できなかった。

## 歴代艦長
※艦長等は『日本海軍史』第9巻・第10巻の「将官履歴」及び『官報』に基づく。

### 艤装員長
- 上林潔 少佐：1920年11月1日[5] - 11月20日[6]
- （兼）上林潔  少佐：1920年11月20日[6] -

### 艦長
- 上林潔 少佐：1920年11月20日[6] - 1921年3月1日[7]
- 熊岡譲 少佐：1921年3月1日[7] - 9月1日[8]
- （心得）中川順吉 大尉：1921年9月1日[8] - 12月1日[9]
- 熊沢舛蔵 少佐：1921年12月1日[9] - 1922年5月30日[10]
- （心得）三輪茂義 大尉：1922年5月30日 - 12月1日
- 渡部徳四郎 少佐：1922年12月1日[11] - 1923年12月1日[12]
- 荻野仲一郎 少佐：1923年12月1日[12] - 1925年12月1日[13]
- 春日末章 少佐：1925年12月1日[13] - 1927年7月29日[14]
- 小田為清 大尉：1927年8月20日 - 1929年3月15日
- 山本岩多 大尉：1929年3月15日 - 1930年3月3日
- （兼）松尾義保 大尉：1930年3月3日[15] - 1930年4月1日[16]